# AOL
AOL (anteriormente estilizado como Aol. e originalmente conhecida como America Online) é um portal e um provedor de serviço online situado em Nova Iorque, parte da Oath, uma divisão da Verizon Communications. A AOL foi uma das pioneiras na internet em meados da década de 1990, e a marca mais reconhecida na web dos EUA. Originalmente ofereceu um serviço de internet discada para milhões de americanos, bem como fornecendo um portal web, e-mail, mensagens instantâneas e posteriormente um navegador web em seguida da compra da Netscape. No auge de sua popularidade, comprou o conglomerado de mídia Time Warner na maior fusão da história dos Estados Unidos. A AOL rapidamente declinou depois disso, parcialmente devido ao declínio do acesso discado pela banda larga. A AOL eventualmente sofreu um spun off da Time Warner em 2009, com Tim Armstrong apontado como o novo CEO. Sob a sua liderança, a companhia investiu em marcas de mídia e em tecnologias de publicidade.
Em 23 de junho de 2015, a AOL foi adquirida pela Verizon Communications por 4,4 bilhões de dólares. Nos meses seguintes, a AOL também fechou um acordo com a Microsoft e adquiriu diversas propriedades de tecnologia, incluindo a Millennial Media e Kanvas para fortalecer suas capacidades de tecnologia de publicidade móvel.

## História

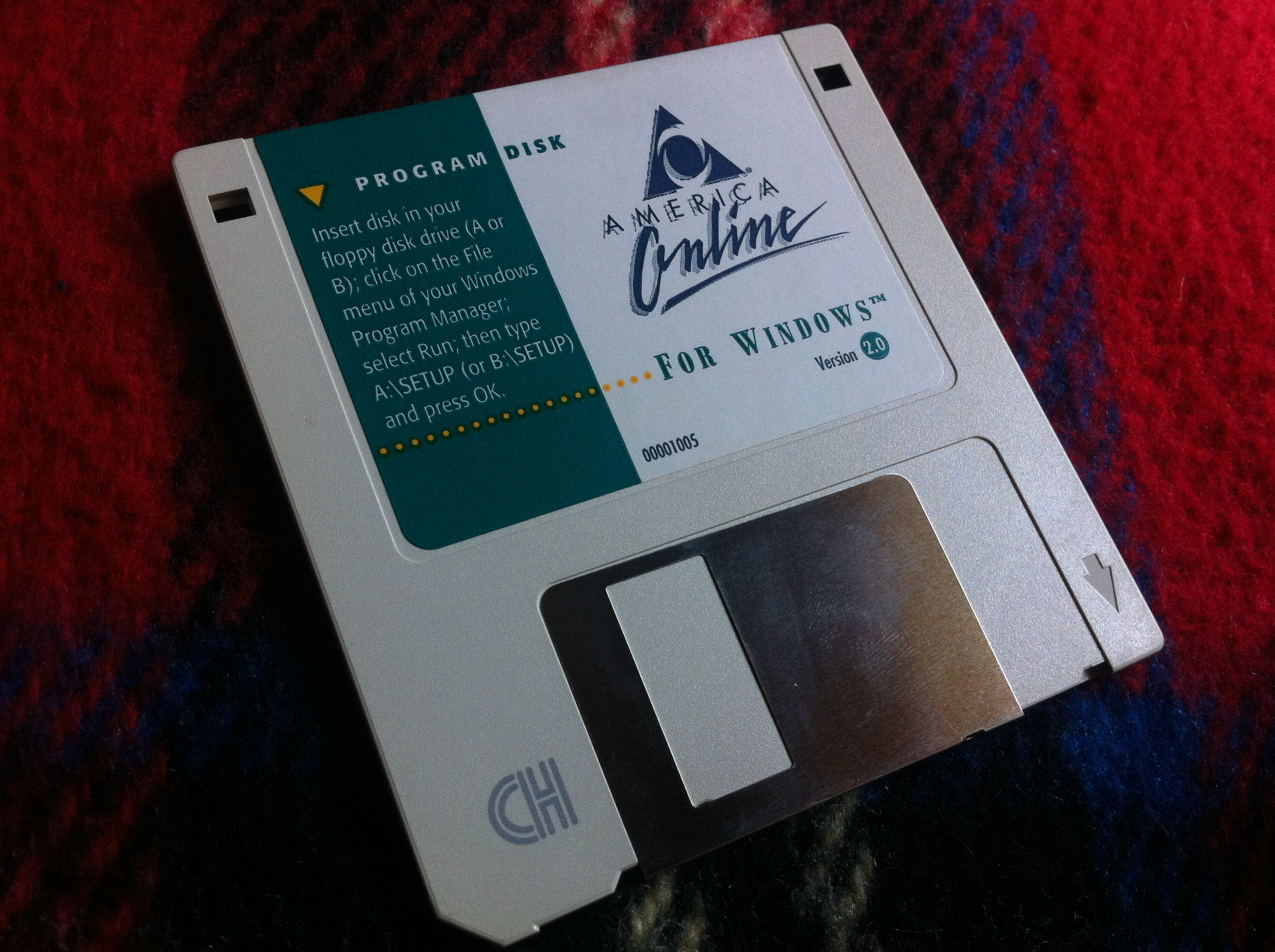
Disquete da AOL de 1994.

A AOL iniciou suas atividades, como uma aventura chamada "Control Video", uma empresa cujo produto era um serviço Online chamado Gameline para o videogame Atari 2700. Os assinantes compravam um modem da empresa por US$49,95 e pagavam uma taxa de instalação de US$15,00. A Gameline permitia então aos assinantes, fazer download temporário de jogos e manter estatísticas de pontuação a um custo de aproximadamente US$1,00 por hora.
Em 1983 com empresa praticamente falida, um especialista em vídeo game chamado Steve Case assume o comando da empresa.
Case muda a estratégia da empresa e em 1985 lança uma espécie de mega-BBS para computadores Commodore 64 e 128, originalmente chamado de Quantum Link ("Q-Link"). Também alterou o nome da empresa para "Quantum Computer Services". Em outubro de 1989, a Quantum lançou seu serviço AOL para computadores Apple II e Macintosh, e em fevereiro de 1991 o serviço para maquinas DOS. Em outubro de 1991, mudaria o nome de Quantum para "America Online". Estas mudanças iniciaram um tremendo incremento no número de serviços de BBS pagos, o mesmo ocorrendo com seus competidores na época Prodigy e Compuserve.
No início da década de 1990, AOL foi uma das primeiras empresas provedoras de serviços a darem aos seus clientes, acesso a Internet fora das Universidades e da área militar. Eles também enfatizavam o uso de uma interface gráfica com o usuário relativamente fácil de utilizar. Desta forma, foram primeiramente associados aos novos usuários, que desconheciam as regras de Etiqueta na Internet, que entraram Online neste período.
AOL manteve uma estratégia de marketing maciça, enviando disquetes e CD-ROMs para mais de 100 milhões de casas, que permitiu um grande crescimento e ajudou-os a dominar o segmento Online. Como reação a política de marketing, em agosto de 2001, foi lançada uma campanha "Sen mais CD-ROMs AOL". A estratégia da campanha era de coletar um milhão de CD-ROMs da AOL e enviá-los de volta à companhia em um comboio de caminhões. Um membro da AOL, que não entendeu o ponto da campanha, prometeu enviar uma grande quantidade de CDs da AOL quando estivessem perto da marca de um milhão. Outros utilizavam os discos como colecionáveis pois tinham uma infinidade de motivos gráficos.
No final da década de 1990 e início de 2000, a AOL inicia suas aquisições. Abaixo algumas da empresas compradas pela AOL:
- CompuServe
- NaviSoft's NaviServer (mais tarde passou a se chamar AOLserver), comprada em 1994.
- Nullsoft (desenvolvedor do Winamp), comprada em 1999 por US$86 milhões
- Netscape
- ImagiNation Network (I.N.N.) da AT&T em 1996
- Mirabilis (desenvolvedor do ICQ)

Em 2000, a AOL se juntou a Time Warner.
Em março de 2004, amplamente convencidos de que a junção foi um erro caro para a nova empresa, ficou acordado que a Time Warner mantivesse discussões com a Microsoft em transferir sua divisão AOL. De acordo com o jornal New York Post, o possível acordo incluiria o pagamento por parte da Microsoft da compra da AOL e ainda assumiria suas dívidas, assim como um investimento pela Microsoft na Time Warner Cable (divisão de TV a cabo da Time Warner). Nenhuma das empresas confirmam qualquer tratativa a respeito, mas os jornais afirma que existem poucos obstáculos para que a Microsoft assuma o controle da AOL. (New York Post 19 de março de 2004). Este tipo de artigo, seguidamente aparece na mídia sem uma comprovada veracidade.
Em 9 de abril de 2012 a empresa Aol. decide vender 800 patentes a empresa Microsoft por 1,05 bilhões de dólares.

## A Compra de 2015
Em 12 de maio de 2015, Verizon anunciou planos para comprar AOL por US$ 50 por ação em uma transação avaliada em US$ 4,4 bilhões. A transação foi concluída em 23 de junho. Armstrong, que continuou a liderar a empresa após a aprovação regulatória, chamado o negócio o próximo passo lógico para a AOL. "Se você olhar para a frente cinco anos, você está indo estar em um espaço onde não vão ser redes de grande escala em escala global, e não há nenhum parceiro melhor para nós para ir para a frente com a Verizon." ele disse. "Não é realmente sobre a venda da empresa hoje. É sobre a criação para os próximos cinco a 10 anos".
Analista David Bank disse que pensou que o senso acordo feito para a Verizon. O negócio vai ampliar as plataformas de vendas de publicidade da Verizon e aumentar sua capacidade de produção de vídeo através de sites como The Huffington Post, TechCrunch e Engadget. No entanto, Craig Moffett disse que era improvável que o negócio iria fazer uma grande diferença para a linha de fundo da Verizon. AOL tinha cerca de dois milhões de assinantes de dial-up no momento da aquisição. O anúncio causou preço das ações da AOL a subir 17%, enquanto o preço das ações da Verizon caíram ligeiramente.

## AOL América Latina
Na América Latina, a AOL chegou em 1999 e foi chamada de AOL Latin America (AOLA) em forma de uma joint venture com o Banco Itaú (Brasil) e o Grupo Cisneros (Venezuela). Porém a empresa não conseguiu emplacar com nenhuma de suas subsidiárias na América Latina (Brasil, México, Argentina e Porto Rico). Atualmente ativou o serviço "Aol Music" para o Brasil.

### Brasil
No Brasil, a AOL chegou em novembro de 1999, com a promessa de ser o "maior provedor de internet do país", porém problemas técnicos com os CDs de instalação e também a quantidade deles causou uma má imagem da empresa por parte dos brasileiros. A empresa não conseguiu os mesmos resultados conseguidos no Estados Unidos e com um prejuízo de US$ 182 milhões em toda a América Latina (segundo o pedido de concordata da AOL Latin America), a AOL Brasil fechou suas portas oficialmente, no dia 17 de março de 2006. A sua base de assinantes (fontes ligada a empresa disseram que era aproximadamente 200 mil assinantes, relativamente muito baixo) foi vendida para o provedor Terra.

### Demais países
A AOL Argentina foi vendida por apenas US$ 1 milhão para uma empresa de tecnologia portenha chamada Datco, que poderia contudo, continuar utilizando a marca "AOL". A parte de conteúdo ficou sob responsabilidade do jornal La Nación. A AOL México foi vendida para o grupo Alestra AT&T. A operação de Porto Rico passou para as mãos da AOL INC. dos Estados Unidos.
Com isso, a AOL Latin America foi diluída.

### Volta à América Latina
Em 25 de junho de 2008, a AOL volta a atuar no continente sul-americano, pelo menos inicialmente, quatro países poderão contar com os serviços oferecidos pela empresa, como e-mail, notícias, mensagens instantâneas, chat e álbum de fotos: Argentina, Chile, Colômbia e Venezuela.
Já no Brasil, o serviço AOL Mail Brasil já se encontra disponível no endereço: http://webmail.aol.com.br, pelo que parece mais serviços estão sendo incluídos no site brasileiro: www.aol.com.br/mail No entanto os serviços estão sendo incluídos aos poucos, mas sob administração geral da AOL LLC, sem nenhum representante oficial no Brasil.

## Pessoas notáveis associadas com a AOL
- Steve Case (CEO)
- Justin Frankel (Fundador da Nullsoft)
- Marc Andreessen (co-fundador da Netscape)
- Karen Thompson (AOL UK CEO)